# 빅 하우스 (영화)
《빅 하우스》(The Big House)는 미국에서 제작된 조지 힐 감독의 1930년 드라마, 멜로/로맨스, 스릴러 영화이다. 체스터 모리스, 월리스 비어리 등이 주연으로 출연하였고 어빙 솔버그 등이 제작에 참여하였다.

## 출연

### 주연
- 체스터 모리스
- 월리스 비어리

### 조연
- 루이스 스톤
- 로버트 몽고메리
- 라일라 하임스
- 조지 F. 매리언
- J. C. 뉴전트
- 칼 데인
- 드윗 제닝스
- 매슈 베츠
- 클레어 맥다월
- 로버트 오코너
- 톰 케네디
- 톰 윌슨
- 로스코 에이츠

## 기타
- 미술: 세드릭 기븐스
- 의상: 데이비드 콕스